# Географія Французької Гвіани

Фізична мапа Французької Гвіани

Французька Гвіана — заморський департамент Франції, розташований в північно-східній частині Південної Америки. З півночі та північного-сходу омивається Атлантичним океаном. Площа — 91 тис. км².

## Географічне положення
Французька Гвіана межує з наступними країнами:
- Суринам — 510 км Докладніше: Франко-суринамський кордон
- Бразилія — 673 км Докладніше: Франко-бразильський кордон

### Крайні пункти
Крайні точки: на півночі 5 ° 46'N, на півдні 2 ° 06'N, 54 ° 33'W на заході та 51 ° 37'W на сході. Довжина по меридіану становить 400 км, а по паралелі 330 км.

## Геологія

### Корисні копалини
Золото та боксити.

## Рельєф
Характеризується низовинним ландшафтом.

### Узбережжя
Берегова лінія — 378 км.

## Клімат
Клімат у Французькій Гвіані тропічний.

## Рослинність
У рослинності переважають вологі тропічні ліси. Французька Гвіана є одним з небагатьох місць на світі (в зоні з екваторіальним кліматом), де рослинність дуже добре збереглася. Природні вологі вічнозелені тропічні ліси охоплюють три чверті території країни. Ці ліси характеризуються багатим різноманіттям видів. У ньому можна знайти дерева до 50 метрів заввишки. До цінних видів відносяться махагоні і сейба. В лісах поширені епіфіти і ліани. На узбережжі ростуть мангрові ліси. Дуже поширеними є пальми, особливо на узбережжі. На півдні та в високогірних районах є невеликі ділянки вологих саван з високою травою, яка називається campos limpos.

## Тваринний світ
Тваринний та рослинний світ досить добре збереглися. Фауна Французької Гвіани є подібною до фауни Бразилії і має значну видову різноманітність. Серед великих ссавців досить поширеними є такі рідкісні види, як ягуар і пума. Серед ссавців також поширені тапірові види, на деревах проживають багато видів мавп Нового Світу. В річках поширені каймани. Великий і багатий є світ птахів. У лісах також є багато видів комах, у тому числі великих і отруйних павуків і тарантулів.